# ジェラール・ドパルデュー
ジェラール・ドパルデュー（Gérard Depardieu, 本名: ジェラール・グザヴィエ・マルセル・ドパルデュー、Gérard Xavier Marcel Depardieu, 1948年12月27日 - ）は、フランスの俳優。2013年にロシア国籍を取得している。

## プロフィール
1948年、フランスのシャトールー出身。子供の頃は非行に走り、刑務所に入ったこともあった。勧められて演劇の道に入り、16歳で国立民衆劇場に参加して学んだ。1960年代末に舞台、TVなどに出演しはじめる。映画デビューは1965年の『Beatnik et le minet（原題）』。
1974年の『バルスーズ』で脚光を浴び、以後数多くの映画賞に輝いた。日本では、『カミーユ・クローデル』のロダン役、『シラノ・ド・ベルジュラック』のシラノ役や、『1492 コロンブス』におけるコロンブス役などが有名である。意気揚々とした中にも緻密で繊細、時に屈折した表情もあわせ持った稀代の演技者である。フランスのTF1で制作された『レ・ミゼラブル』、『ナポレオン』、『巌窟王〜モンテ・クリスト伯』の大作ドラマに立て続けに主演した。ヨーロッパのみならずハリウッド大作映画にも出演し、『僕のボーガス』では子供のイマジナリーフレンドのボーガス役を演じる。子供から大人にまで愛されるキャラクターを演じながらもこれまでのイメージを一新させる悪役を演じることもある。
『巌窟王〜モンテ・クリスト伯』では、息子のギヨーム・ドパルデュー、娘のジュリー・ドパルデューと共演した。

## 私生活
1971年に結婚した女優エリザベート・ギニョとの間に子供が2人おり、息子のギョーム・ドパルデューと娘のジュリー・ドパルデューは共に俳優になった。なお、ギョームは2008年に37歳で死去した。
また、女優カリーヌ・シラ（現在ヴァンサン・ペレーズの夫人）との間に女児（ロクサンヌ）が誕生。1997年に女優のキャロル・ブーケと再婚し、2005年離婚。2006年にはカンボジアの血を引くフランス人女性との間に男児（ジャン）が誕生。
フランスのフランソワ・オランド政権は2013年度予算で年収が100万ユーロ（当時のレートで約1億1200万円）を超す国民に対しその75％を課税する方針を決定。2012年12月9日、ドパルデューはフランス国境に近いベルギー領の村ネシャンに家を購入して移住し、これがマスコミの知るところとなった。ジャン＝マルク・エロー首相はドパルデューに対し「税金逃れ」「国民の連帯から逃れようとする者」と非難を浴びせ、これに反発したドパルデューは12月16日、フランスの日曜紙ジュルナル・デュ・ディマンシュ上で「フランスのパスポートと社会保障を返還する」とするエロー首相宛の公開文書を発表した。この書簡でドパルデューは、「2012年には収入の85％を、過去45年間には合計1億4500万ユーロ（約162億4000万円）を納税している」と述べ、国民の義務を果たしているとエロー首相に反論。富裕層に対して重税を課そうと計画する政府に対し「首相は成功や創造力、才能で抜きんでた人を罰するべきだと考えており、だから私は移住する」と強く非難。ベルギー国籍取得に動き出したと報じられた。12月21日にはロシアのドミートリー・メドヴェージェフ首相がドパルデューを招待し、富裕層に対する特別課税は行わない旨を表明。かねてからウラジーミル・プーチン大統領と親交があったこともあり所得税率が一律13％のロシアの国籍取得を申請、2013年1月3日に国籍取得申請が受諾された。
2018年には、9月9日に北朝鮮にて建国70周年祝賀行事が開催されたのと時を同じくして、同国に滞在しているのをフランスのメディアより目撃されているが、記者の質問には一切応じなかった。
2025年5月13日、2021年の映画撮影中に女性2人に性的暴行を加えたとして、パリの裁判所から禁錮1年6月（執行猶予付き）の有罪判決を言い渡された。2年間の被選挙権の停止と性犯罪名簿への登録も命じられた。

## 主な出演作品
日本語吹き替えはVHS版では玄田哲章が主に起用されているが、上記のTF1で制作された海外ドラマではNHK-BS制作版で村井國夫がいずれも起用されている。菅生隆之、銀河万丈も複数回つとめている。
| 公開年 | 邦題 原題 | 役名                           | 備考                                                                         |
| ------ | --- | ------------------------------ | ---------------------------------------------------------------------------- |
| 1971   | 水の中の小さな太陽 Un peu de soleil dans l'eau froide                                                                  | ピエール                       |                                                                              |
| 1972   | ラ・スクムーン La Scoumoune                                                                                            | こそ泥                         |                                                                              |
| 1973   | 悪霊の家 Au rendez-vous de la mort joyeuse                                                                             | フアン・ルイス・ブニュエル     |                                                                              |
| 1973   | 西暦01年 L'an 01 | 乗客                           |                                                                              |
| 1973   | 事件 L'affaire Dominici                                                                                                | ゼゼ・ペリン                   |                                                                              |
| 1973   | 暗黒街のふたり Deux hommes dans la ville                                                                               | 若いギャング                   |                                                                              |
| 1974   | バルスーズ Les Valseuses                                                                                               | ジャン＝クロード               |                                                                              |
| 1974   | 薔薇のスタビスキー Stavisky...                                                                                         | 若い発明家                     |                                                                              |
| 1974   | 友情 Vincent, François, Paul... et les autres                                                                          | ジャン・ラヴァレ               | シネクラブ上映題 VHS発売                                                     |
| 1976   | 仮面／死の処方箋 Sept morts sur ordonnance                                                                             | ジャン＝ピエール               |                                                                              |
| 1976   | ジュ・テーム… Je t'aime... moi non plus                                                                                | 若者                           |                                                                              |
| 1976   | 1900年 Novecento | オルモ・ダルコ                 |                                                                              |
| 1976   | バロッコ Barocco | サムソン                       |                                                                              |
| 1977   | シルビア・クリステルの ピンク泥棒 René la canne                                                                        | ルネ・ボルニエ                 | VHSスルー                                                                    |
| 1978   | ハンカチのご用意を Préparez vos mouchoirs                                                                              | ラウル                         |                                                                              |
| 1978   | バイバイ・モンキー/コーネリアスの夢 Bye Bye Monkey (英語オリジナル版) Rêve de singe(仏語版) Ciao maschio(伊語吹替え版) | ラファイエット                 | 3種とも別編集                                                                |
| 1978   | 左利きの女 Die linkshändige Frau                                                                                       | Tシャツの男                    | DVDスルー                                                                    |
| 1978   | 甘くない砂糖 Le sucre                                                                                                  | ラウル                         | 「新しいフランス映画を見るフェスティバル」にて抽選無料招待上映               |
| 1978   | 護衛犬都市 Les chiens                                                                                                  | モレル                         | VHSスルー                                                                    |
| 1979   | お料理は冷たくして 料理は冷たくして Buffet froid                                                                       | アルフォンス・トラム           | シネクラブ上映題 テレビ放映後VHS発売                                         |
| 1980   | 終電車 Le Dernier métro                                                                                                | ベルナール・グランジェ         | セザール賞主演男優賞受賞                                                     |
| 1981   | 隣の女 La Femme d'à côté                                                                                               | ベルナール・クードレー         |                                                                              |
| 1983   | ダントン Danton | ダントン                       |                                                                              |
| 1983   | 溝の中の月 La Lune dans le caniveau                                                                                    | ジェラール・デルマス           | 日本はカット版上映                                                           |
| 1984   | フォート・サガン Fort Saganne                                                                                          | シャルル・サガン               |                                                                              |
| 1984   | ソフィー・マルソーの刑事物語 Police                                                                                    | マンジャン                     | ヴェネツィア国際映画祭男優賞受賞 劇場公開題「ポリス」                        |
| 1985   | シガニー・ウィーバーの大発掘 Une femme ou deux                                                                         | ジュリアン                     | VHSスルー                                                                    |
| 1986   | タキシード Tenue de soirée                                                                                             | ボブ                           |                                                                              |
| 1986   | 愛と宿命の泉 PART I/フロレット家のジャン Jean de Florette                                                              | ジャン                         |                                                                              |
| 1986   | 3人の逃亡者/銀行ギャングは天使を連れて Les fugitifs                                                                    | ジャン・ルーカス               | VHSスルー                                                                    |
| 1987   | 悪魔の陽の下に Sous le soleil de Satan                                                                                 | ドニサン神父                   |                                                                              |
| 1988   | カミーユ・クローデル Camille Claudel                                                                                   | オーギュスト・ロダン           |                                                                              |
| 1989   | 夜のめぐり逢い Drôle d'endroit pour une rencontre                                                                      | シャルル                       |                                                                              |
| 1989   | ふたり Deux | マルク・ランベール             |                                                                              |
| 1989   | 美しすぎて Trop belle pour toi                                                                                         | ベルナール                     |                                                                              |
| 1989   | お家に帰りたい I Want to Go Home                                                                                       | クリスチャン                   |                                                                              |
| 1990   | シラノ・ド・ベルジュラック Cyrano de Bergerac                                                                          | シラノ・ド・ベルジュラック     | セザール賞主演男優賞受賞 カンヌ国際映画祭男優賞受賞                          |
| 1990   | グリーン・カード Green Card                                                                                            | ジョージ                       | ゴールデングローブ賞主演男優賞（ミュージカル・コメディ部門）                 |
| 1991   | さよならモンペール Mon père, ce héros.                                                                                 | アンドレ                       |                                                                              |
| 1992   | 1492 コロンブス 1492: Conquest of Paradise                                                                             | クリストファー・コロンブス     |                                                                              |
| 1993   | ゴダールの決別 Hélas pour moi                                                                                          | シモン・ドナデュー             |                                                                              |
| 1993   | ジェルミナル Germinal                                                                                                  | マユ                           |                                                                              |
| 1993   | 恋人はパパ/ひと夏の恋 My Father the Hero                                                                               | アンドレ                       |                                                                              |
| 1994   | ザ・マシーン/私のなかの殺人者 La Machine                                                                               | マルコ                         |                                                                              |
| 1994   | 記憶の扉 Una pura formalità                                                                                            | オノフ                         |                                                                              |
| 1994   | 愛の報酬/シャベール大佐の帰還 Le Colonel Chabert                                                                       | シャベール大佐                 |                                                                              |
| 1994   | 百一夜 Les Cent et une nuits de Simon Cinéma                                                                           | 本人役                         |                                                                              |
| 1995   | エリザ Élisa | ジャック・デムーラン           |                                                                              |
| 1995   | プロヴァンスの恋 Le hussard sur le toit                                                                                | マノスクの警察署長             | クレジットなし                                                               |
| 1995   | 俺たちは天使だ Les Anges gardiens                                                                                      | アントワーヌ・カルコ           |                                                                              |
| 1995   | パパと呼ばないで Le garçu                                                                                              | ジェラルド                     | VHSスルー                                                                    |
| 1996   | ミルドレッド Unhook the Stars                                                                                          | トミー                         |                                                                              |
| 1996   | 僕のボーガス Bogus | ボーガス                       |                                                                              |
| 1996   | シークレット・エージェント The Secret Agent                                                                            | オシポン                       |                                                                              |
| 1996   | ハムレット Hamlet | レイナルド                     |                                                                              |
| 1998   | 仮面の男 The Man in the Iron Mask                                                                                      | ポルトス                       |                                                                              |
| 1998   | 巌窟王〜モンテ・クリスト伯 Le Comte de Monte-Cristo                                                                    | エドモン・ダンテス             | テレビシリーズ                                                               |
| 1999   | バルザック 情熱の生涯 Balzac                                                                                           | バルザック                     | テレビ映画                                                                   |
| 2000   | 宮廷料理人ヴァテール Vatel                                                                                             | フランソワ・ヴァテール         |                                                                              |
| 2000   | 102 102 Dalmatians | ジャン＝ピエール・ル・ペル     |                                                                              |
| 2000   | レ・ミゼラブル Les Misérables                                                                                          | ジャン・バルジャン             | テレビ                                                                       |
| 2001   | メルシィ!人生 Le Placard                                                                                               | フェリクス・サンティニ         |                                                                              |
| 2001   | CQ CQ | アンドレイ                     |                                                                              |
| 2001   | ヴィドック Vidocq | ヴィドック                     |                                                                              |
| 2002   | ミッション・クレオパトラ Astérix & Obélix: Mission Cléopâtre                                                           | オベリックス                   |                                                                              |
| 2002   | 微笑みに出逢う街角 Between Strangers                                                                                   | マックス                       |                                                                              |
| 2002   | シティ・オブ・ゴースト City of Ghosts                                                                                  | エミール                       |                                                                              |
| 2002   | キング・オブ・キングス Napoléon                                                                                        | フーシェ                       | テレビシリーズ                                                               |
| 2003   | サイレンス/血の呪 Le Pacte du silence                                                                                  | ジョアキム                     |                                                                              |
| 2003   | 恍惚 Nathalie... | ベルナール                     |                                                                              |
| 2003   | ボン・ヴォヤージュ Bon voyage                                                                                          | ボフォール                     |                                                                              |
| 2003   | ルビー&カンタン Tais-toi!                                                                                              | カンタン                       |                                                                              |
| 2004   | HAKUGEKI/迫撃 San Antonio                                                                                              | ベリュリエ                     |                                                                              |
| 2004   | レディ・ダルタニアン/新・三銃士 La Femme Musketeer                                                                     | マザラン枢機卿                 | テレビ映画                                                                   |
| 2004   | あるいは裏切りという名の犬 36, Quai des Orfèvres                                                                       | ドニ・クラン                   |                                                                              |
| 2005   | ダニエラという女 Combien tu m'aimes?                                                                                   | シャルリー                     |                                                                              |
| 2006   | ラスト・ホリデイ Last Holiday                                                                                          | ディディエ                     | テレビ映画                                                                   |
| 2006   | パリ、ジュテーム Paris, je t'aime                                                                                      | 店主                           | 「カルチェラタン」Quartier Latin 監督兼務                                    |
| 2007   | エディット・ピアフ〜愛の讃歌〜 la Môme                                                                                 | ルイ・ルプレ                   |                                                                              |
| 2008   | DISCO ディスコ Disco                                                                                                   | ジャン＝フランソワ・シヴェット | DVDスルー                                                                    |
| 2008   | バビロン A.D. Babylon A.D.                                                                                             | ゴルスキー                     |                                                                              |
| 2008   | ジャック・メスリーヌ フランスで社会の敵No.1と呼ばれた男 Part1 ノワール編 L'Instinct de mort                            | ギド                           |                                                                              |
| 2009   | いずれ絶望という名の闇 DIAMANT 13                                                                                      | マット                         |                                                                              |
| 2009   | 刑事ベラミー Bellamy                                                                                                   | ポール・ベラミー               |                                                                              |
| 2010   | マムート Mammuth | セルジュ・ピラルドス           | フランス映画祭上映                                                           |
| 2010   | しあわせの雨傘 Potiche                                                                                                 | モリス・ババン                 |                                                                              |
| 2012   | ライフ・オブ・パイ/トラと漂流した227日 Life of Pi                                                                      | シェフ                         |                                                                              |
| 2012   | アステリックスの冒険〜秘薬を守る戦い Astérix et Obélix : Au service de Sa Majesté                                      | オベリックス                   |                                                                              |
| 2014   | ハニートラップ 大統領になり損ねた男 Welcome to New York                                                                | デヴロー                       | ドミニク・ストロス＝カーンのレイプ未遂スキャンダルから着想を得たフィクション |
| 2016-  | マルセイユ Marseille                                                                                                   | ロベール・タロ                 | Netflix配信ドラマシリーズ                                                    |
| 2017   | ゲット・アライブ Sólo se vive una vez                                                                                  | デュジェ                       |                                                                              |
| 2017   | ホテル・ファデットへようこそ Bonne Pomme                                                                               | ジェラール・モルレ             | 日本劇場未公開、WOWOWで放送                                                  |
| 2017   | パリ、憎しみという名の罠 Carbone                                                                                       | アロン・ゴールドスタイン       | 日本劇場未公開、WOWOWで放送                                                  |
| 2018   | この世の果て、数多の終焉 Les Confins du monde                                                                          | サントンジュ                   |                                                                              |
| 2019   | ファヒム パリが見た奇跡 Fahim                                                                                          | シルヴァン・シャルパンティエ   |                                                                              |
| 2023   | メグレと若い女の死 Maigret                                                                                             | ジュール・メグレ               |                                                                              |

## 主な受賞
- セザール賞
  - 1980年度 主演男優賞『終電車』
  - 1990年度 主演男優賞『シラノ・ド・ベルジュラック』
- ゴールデングローブ賞
  - 1990年度 主演男優賞（ミュージカル・コメディ部門）『グリーン・カード』
- カンヌ国際映画祭
  - 1990年度 男優賞『シラノ・ド・ベルジュラック』
- ヴェネツィア国際映画祭
  - 1985年度 男優賞『ソフィー・マルソーの刑事物語』
  - 1997年度 特別功労賞